# Calliandra
Calliandra ist eine Pflanzengattung in der Unterfamilie der Mimosengewächse (Mimosoideae) innerhalb der Familie der Hülsenfrüchtler (Fabaceae). Die 150 bis 200 Arten sind hauptsächlich in der Neotropis verbreitet. Von einigen Arten werden Sorten als Zierpflanzen verwendet, diese Arten werden Puderquastenstrauch genannt.

## Beschreibung und Ökologie

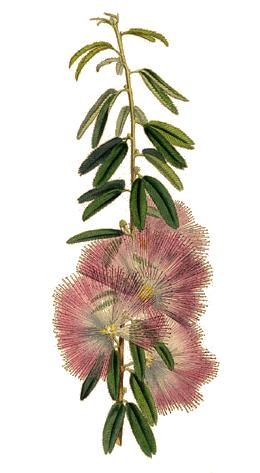
Illustration von Calliandra brevipes

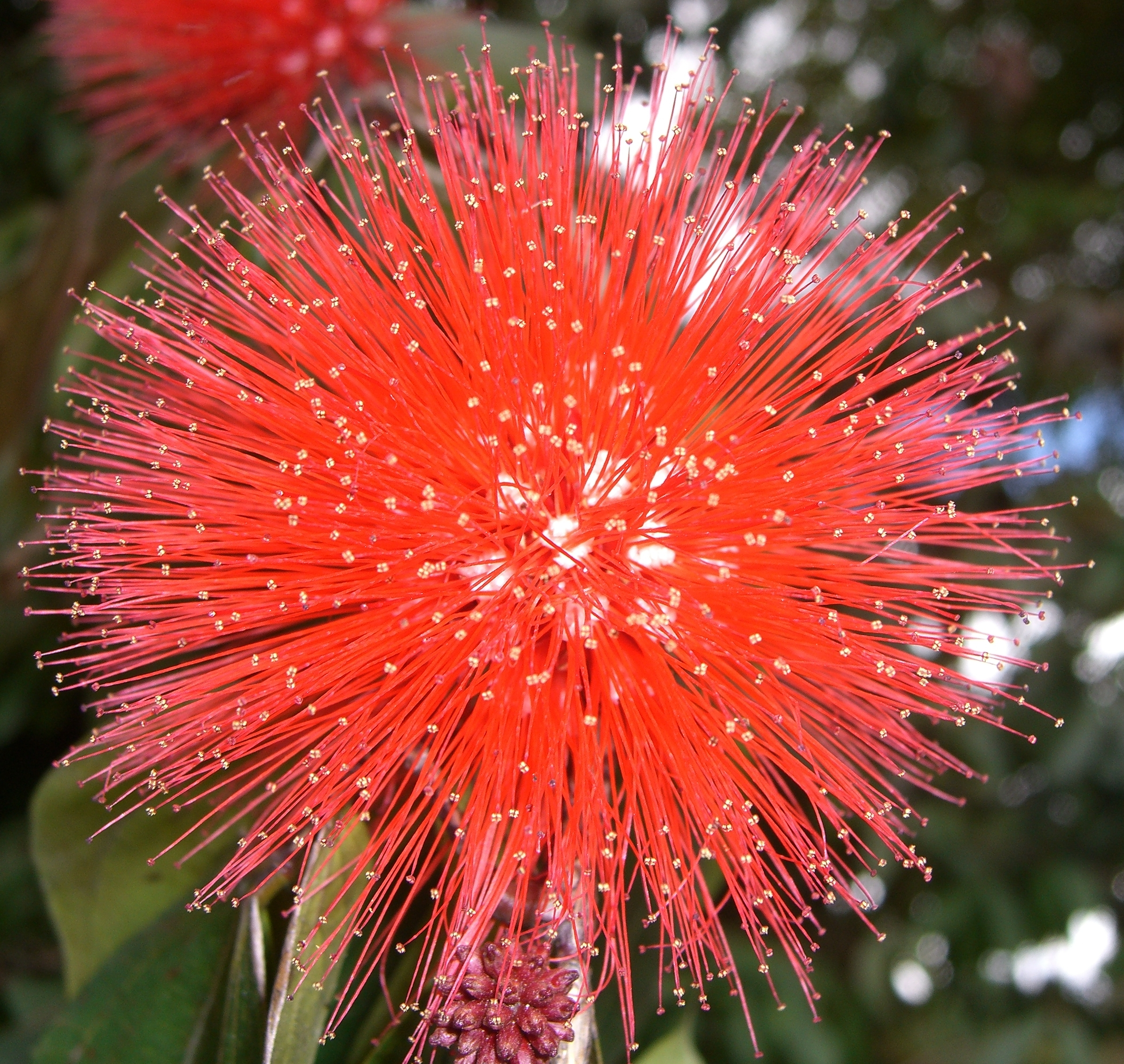
Köpfchenförmiger Blütenstand von Calliandra carbonaria mit vielen roten Staubblättern

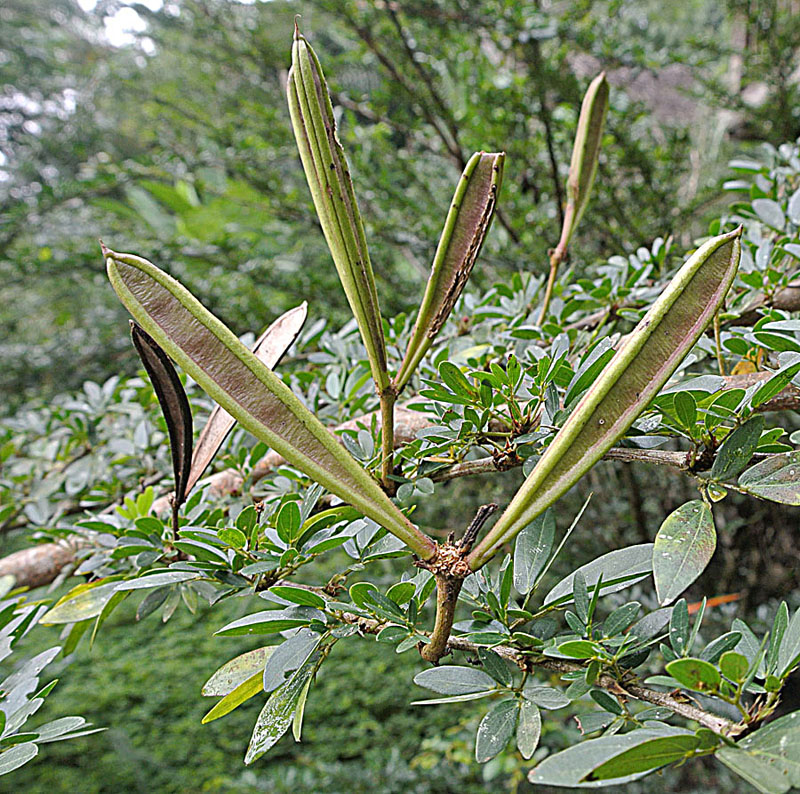
Calliandra trinervia mit Früchten

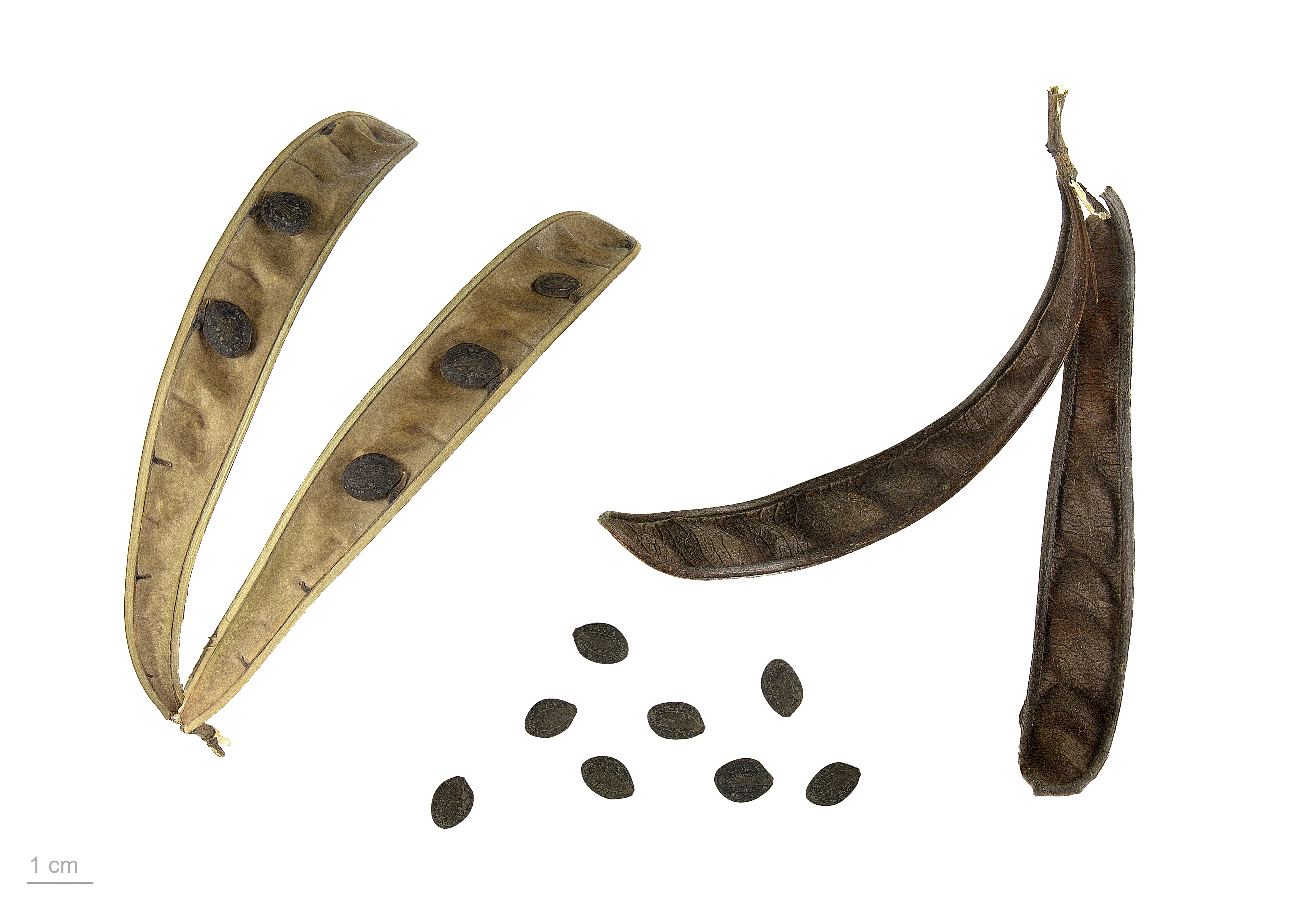
Calliandra houstoniana var. calothyrsus, Früchte und Samen

### Erscheinungsbild und Blätter
Calliandra-Arten sind laubabwerfende Sträucher oder kleine Bäume. Sie haben meist keine Dornen.
Die wechselständig an den Zweigen angeordneten Laubblätter sind in Blattstiel und Blattspreite gegliedert. Die Laubblätter sind ohne Drüsen. Die doppelt gefiederten Blattspreiten haben nur ein Paar oder einige Paare Fiedern erster Ordnungen. Je Fieder erster Ordnung stehen gegenständig angeordnet ein bis viele Paare Fiederblättchen 2. Ordnung. Je mehr Fiederblätter an einem Blatt sind, desto kleiner sind sie. Die meist haltbaren Nebenblätter sind selten zu Dornen umgewandelt; selten fehlen sie vollständig.
Calliandra-Arten weisen autonome Blattbewegungen aufgrund von Turgoränderungen auf. Es handelt sich um circadiane, auch als „Schlafbewegung“ bezeichnete Bewegungen der Fiederblätter. Diese klappen im Tag- und Nachtrhythmus abends die einzelnen Fiedern zusammen und öffnen sie morgens wieder.

### Blütenstände und Blüten
Calliandra-Arten sind oft andromonözisch. Die Blüten stehen in seitenständigen und köpfchenförmigen oder endständigen und traubigen Blütenständen zusammen.
Die zwittrigen oder männlichen Blüten sind selten fünf-, meist sechszählig mit doppelter Blütenhülle. Die Blütenstände sind öfters heteromorph mit leicht unterschiedlich gestalteten Blüten. Die meist sechs Kelchblätter sind glockenförmig verwachsen mit erkennbaren Kelchzähnen. Die meist sechs Kronblätter sind trichterförmig verwachsen. Es sind viele (bis zu 100) Staubblätter vorhanden. Die weißen oder roten Staubfäden sind mehr oder weniger lang zu einer Staminalröhre verwachsen. Die Staubbeutel sind meist drüsig behaart. Die Staubblätter sind der auffälligste Teil der Blüte; sie überragen die Blütenhülle deutlich. In jeder Blüte ist nur ein sitzendes Fruchtblatt vorhanden; es enthält viele Samenanlagen. Der Griffel ist fadenförmig. Es sind manchmal Nektarien oder ein Diskus vorhanden.
Die nektarreichen Blüten locken beispielsweise Schmetterlinge und Kolibris an.

### Früchte und Samen
Die steif ledrigen, flachen, riemenförmigen, etwas sichelförmigen Hülsenfrüchte verschmälern sich oft in Richtung Basis und ihr Rand ist oft verdickt. Die zwei Fruchtklappen öffnen sich elastisch vom oberen in Richtung unteres Ende. Die verkehrt-eiförmigen bis kugeligen Samen sind abgeflacht. Die Samenschale (Testa) ist hart. Es ist kein Arillus vorhanden.

## Verbreitung
Die Gattung Calliandra ist mit 150 bis 200 Arten hauptsächlich in der Neotropis von New Mexico bis Chile verbreitet. Sechs Arten kommen in Costa Rica vor, eine davon nur dort. In Argentinien gibt es acht Arten und in Chile nur eine Art. In Kuba gibt es sieben Arten. Flora of China 2010 gibt an, dass einige Arten in Indien, Madagaskar sowie Myanmar beheimatet sind. Einige Arten (beispielsweise Calliandra houstoniana var. calothyrsus, Calliandra haematocephala, Calliandra surinamensis) sind in den Tropen und Subtropen weltweit Neophyten.

## Systematik
Die Gattung Calliandra wurde 1840 durch George Bentham in Journal of Botany, in der zweiten Serie von Botanical Miscellany, 2, 11, S. 138–141 aufgestellt. Typusart ist Calliandra houstonii (L’Hér.) Benth. Calliandra Benth. nom. cons. ist nach den Richtlinien der ICBN (Vienna ICBN Art. 14.9 & App. III) konserviert, da die Typusart konserviert wurde. Synonyme für Calliandra Benth. sind: Anneslia Salisb., Codonandra H.Karst. Der botanische Gattungsname Calliandra ist von den griechischen Wörtern kalos für schön und andros für Staubblätter abgeleitet, dies bezieht sich auf die durch ihre Staubblätter auffälligen, schönen Blüten.
Robert C. Barneby gliederte 1998 die Gattung Calliandra in neu beschriebene fünf Sektionen und 14 Serien mit nur noch neotropischen Arten. Die afrikanischen und asiatischen Arten dieser Verwandtschaftsgruppe wurden von Barneby in die, davor rein mexikanische, Gattung Zapoteca H.M.Hern. gestellt; dies wurde aber in manchen späteren Veröffentlichungen nicht gleich bewertet. Der Umfang der Gattung Calliandra wird kontrovers diskutiert.
Die Gattung Calliandra gehört zur Tribus Ingeae in der Unterfamilie Mimosoideae innerhalb der Familie Fabaceae.
Die Gattung Calliandra enthält 150 bis 200 Arten:

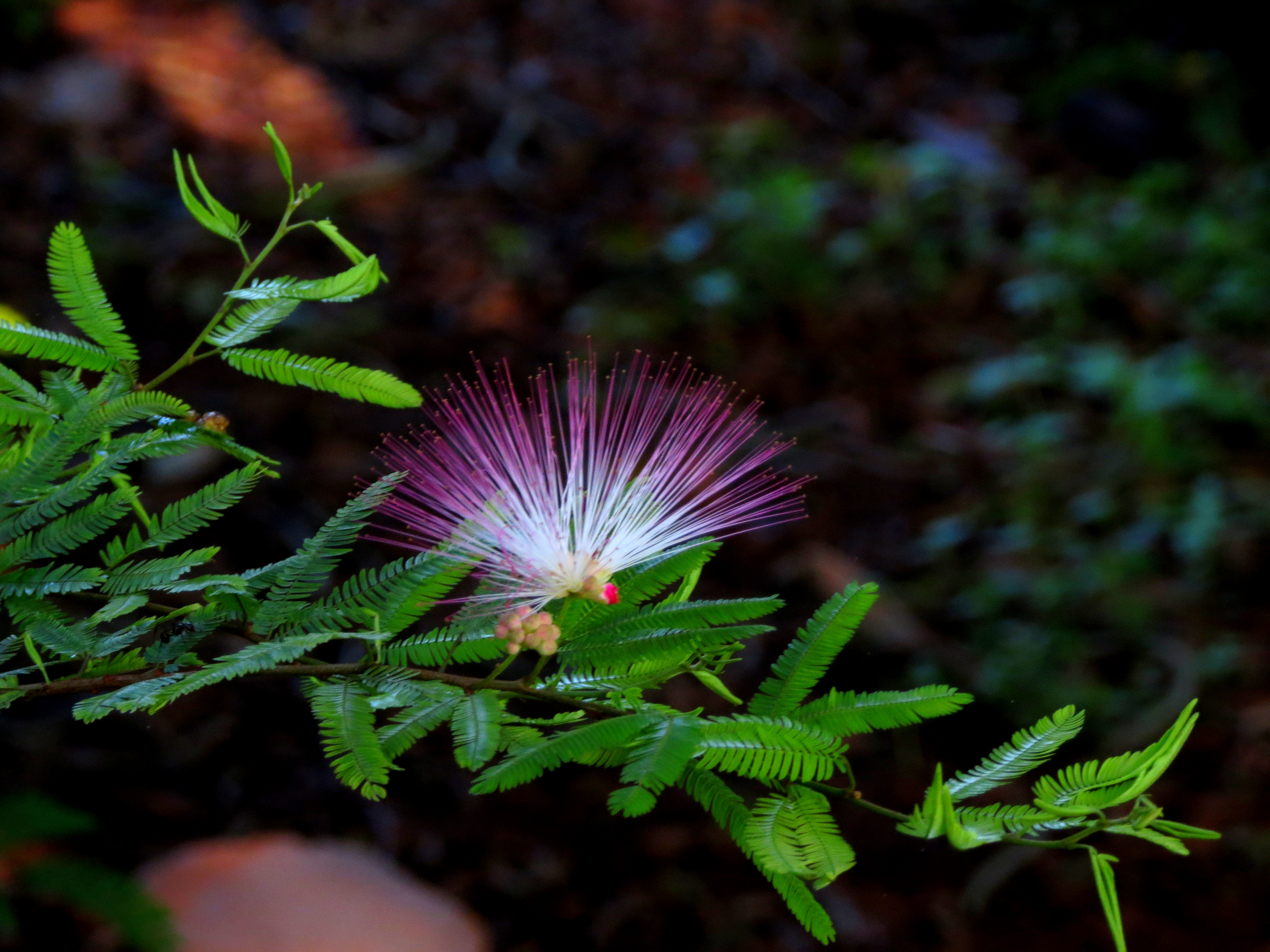
Calliandra brevipes

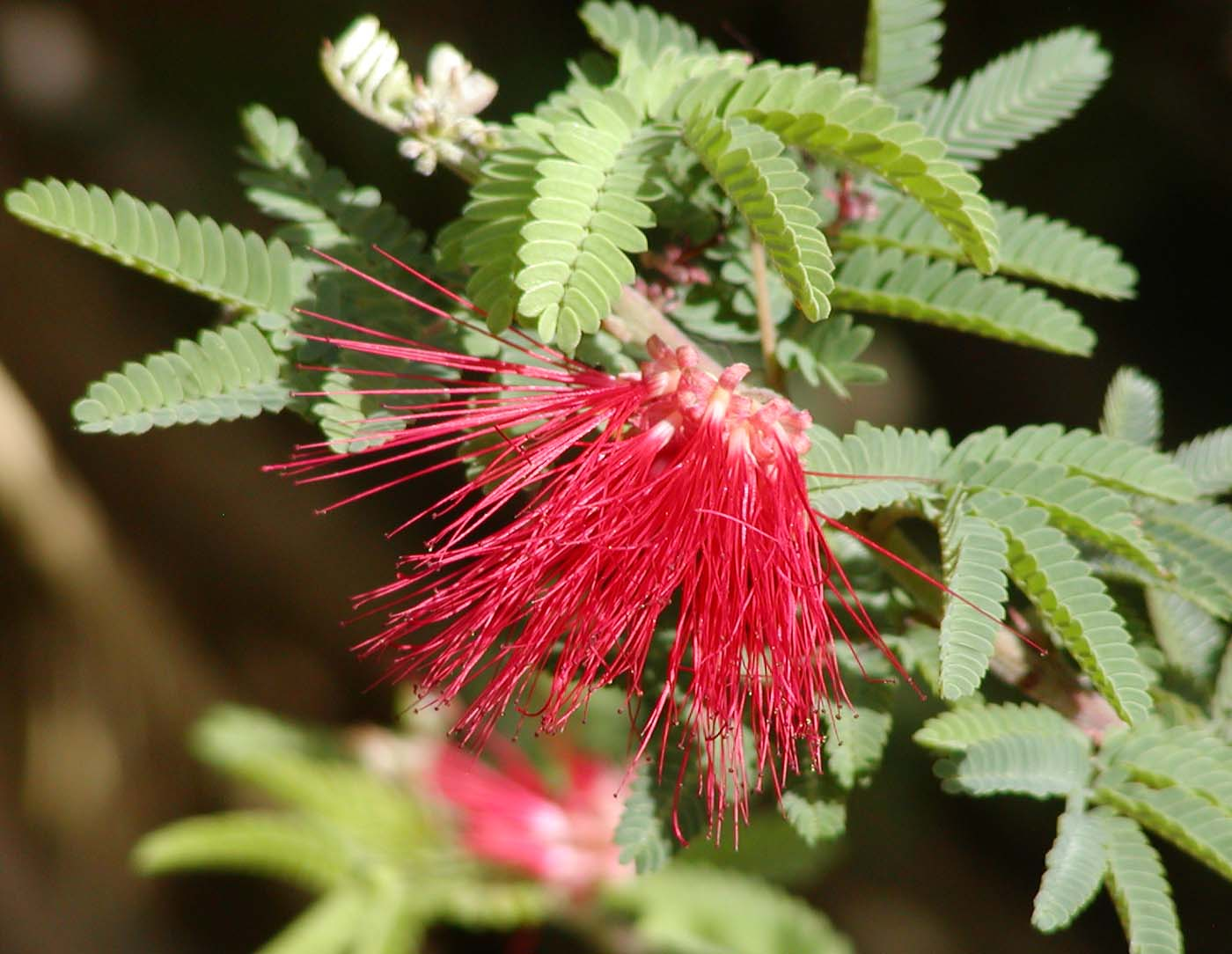
Calliandra californica

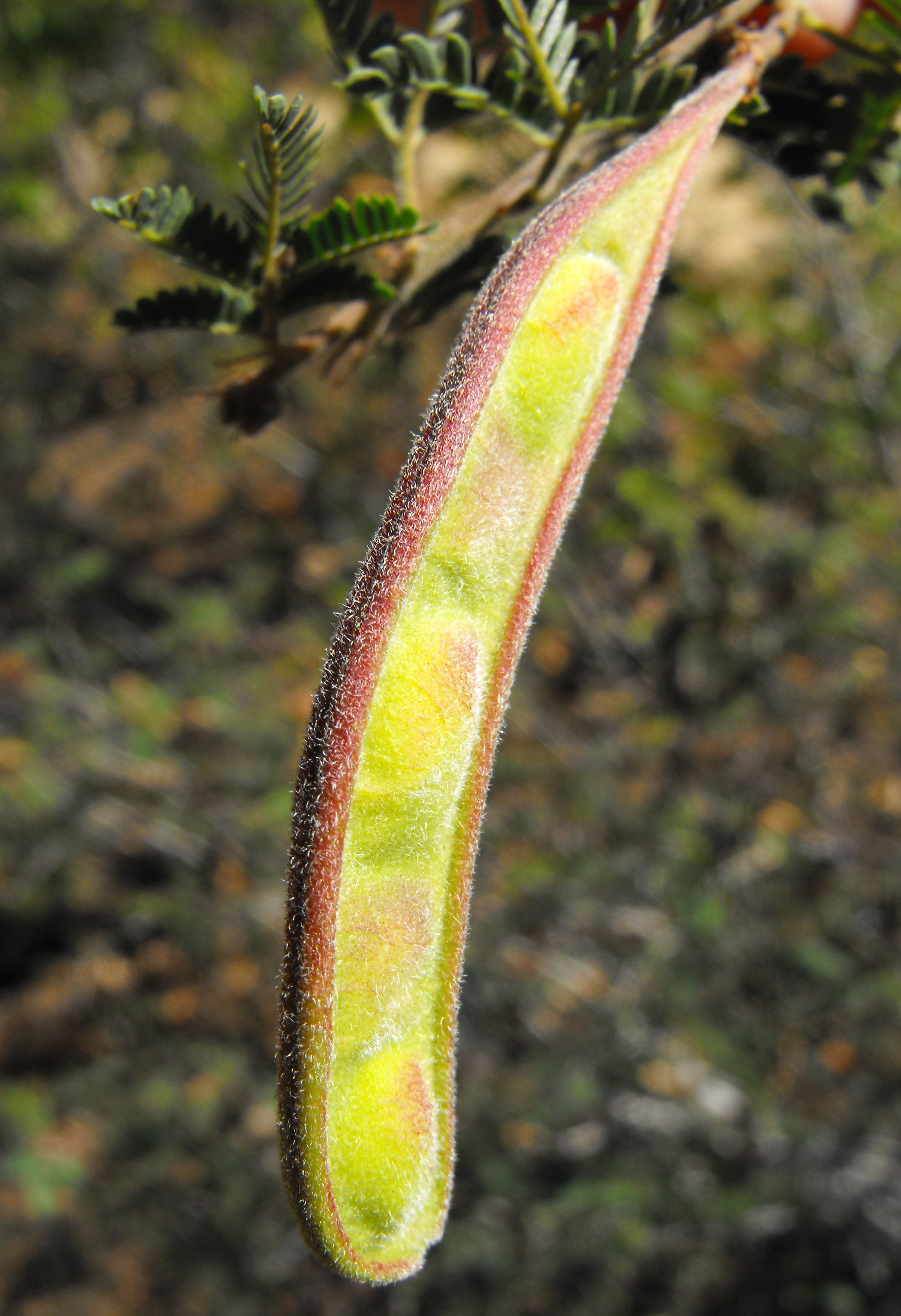
Hülsenfrucht von Calliandra californica

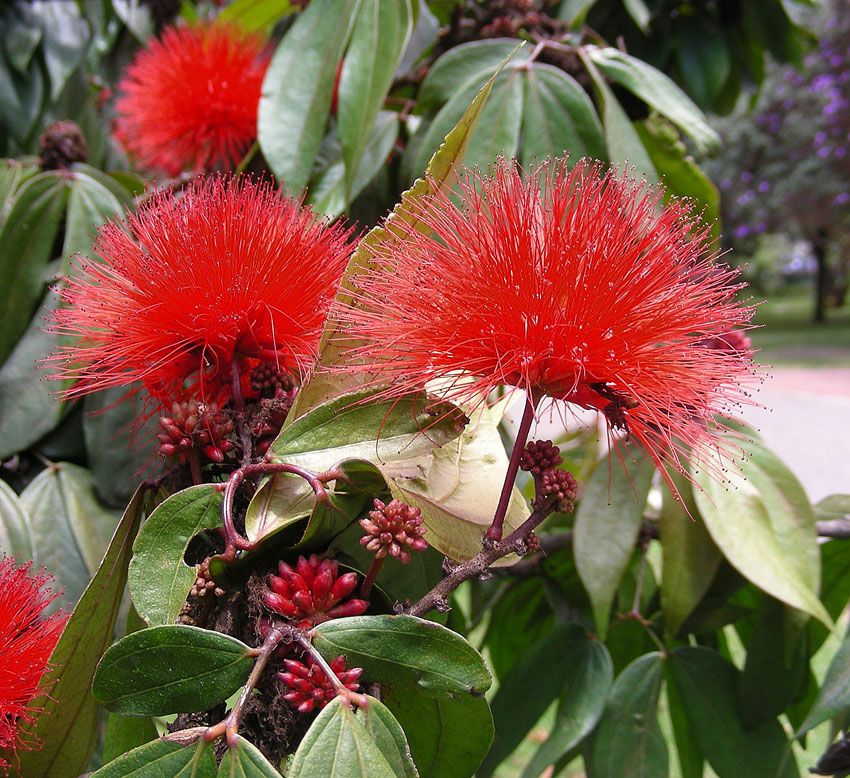
Calliandra cabonaria

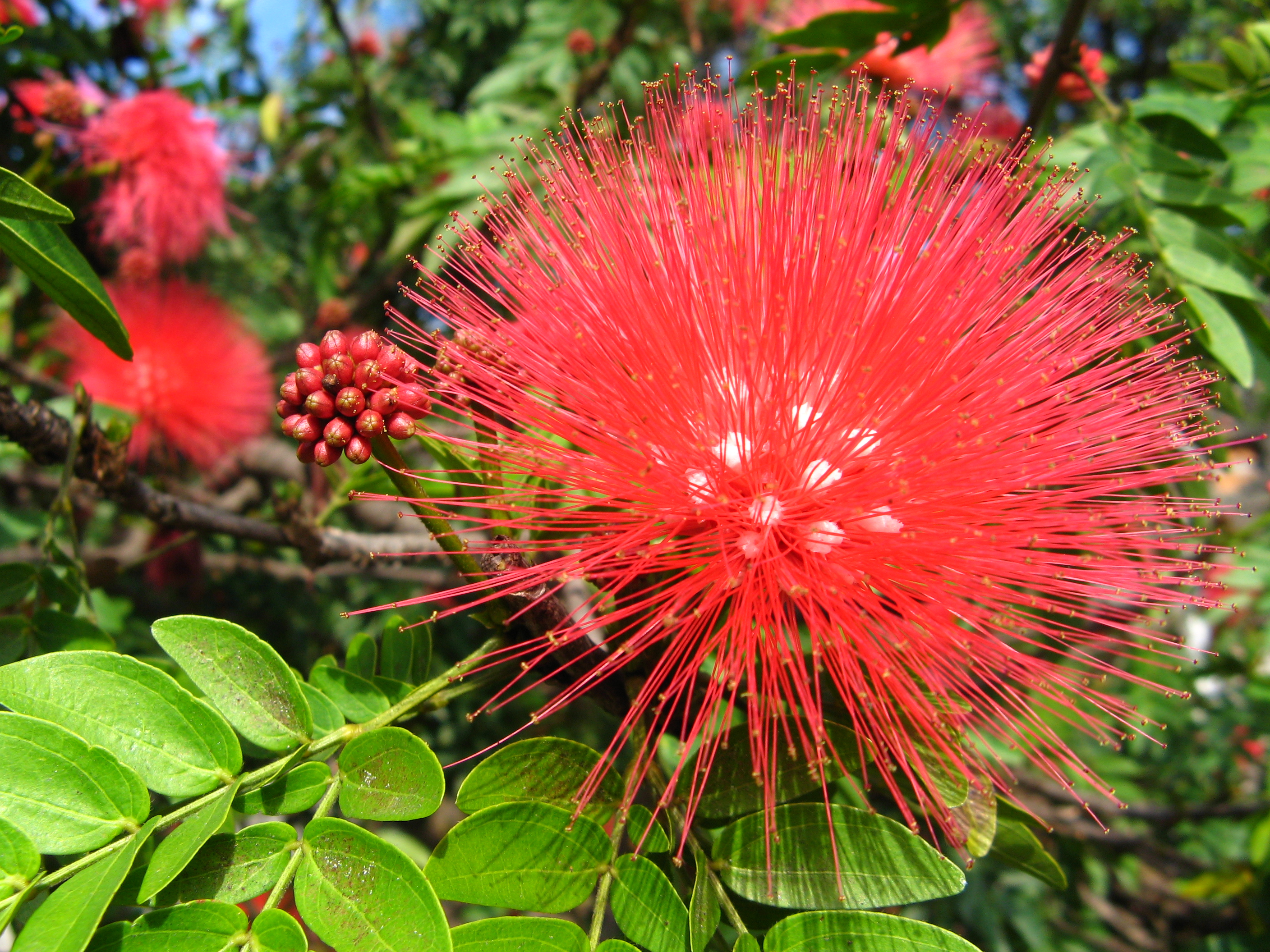
Calliandra dysantha

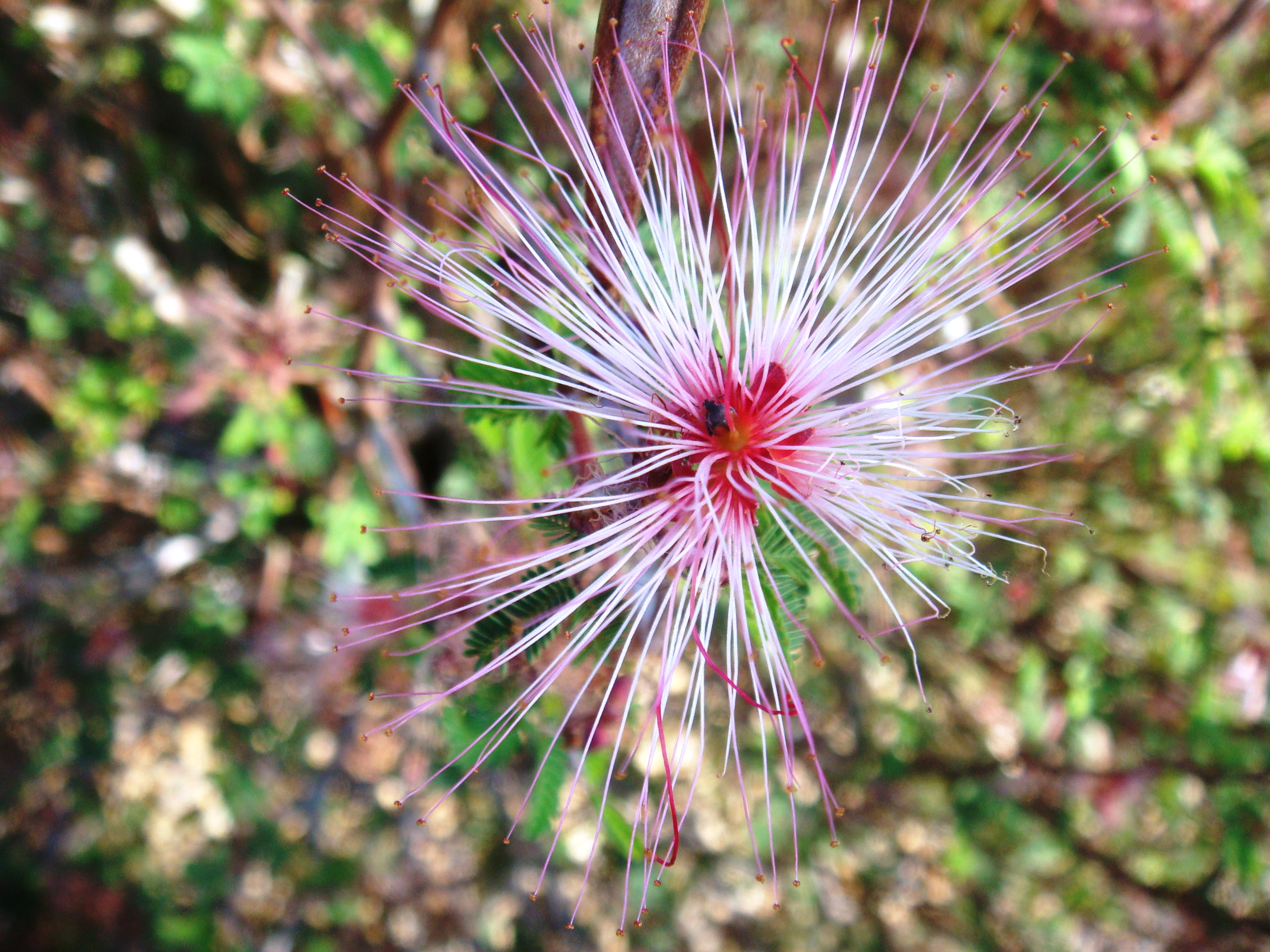
Köpfchenförmiger Blütenstand von Calliandra eriophylla

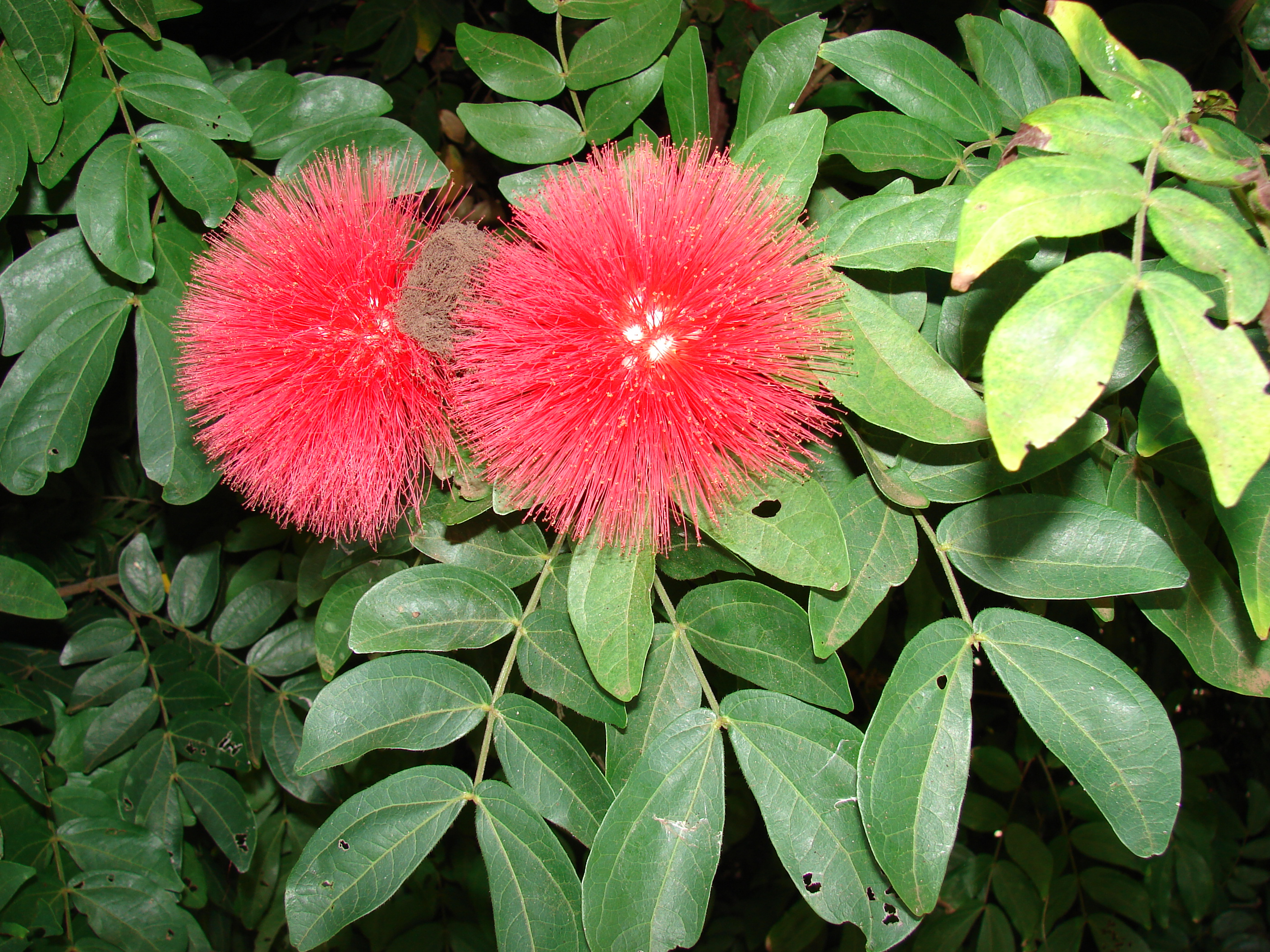
Gefiederte Laubblätter und köpfchenförmiger Blütenstand von Calliandra haematocephala

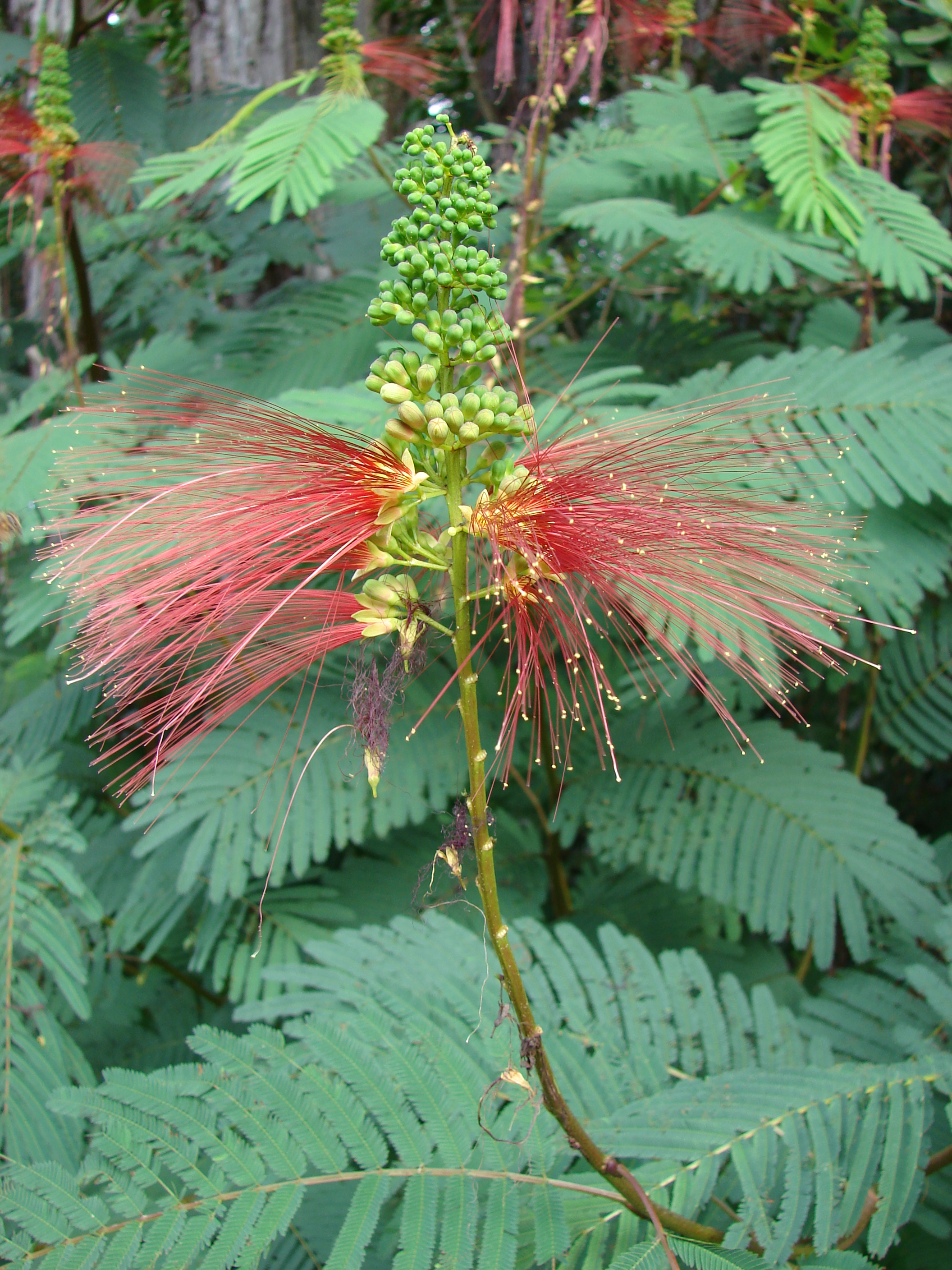
Gefiederte Laubblätter und traubiger Blütenstand von Calliandra houstoniana var. calothyrsus

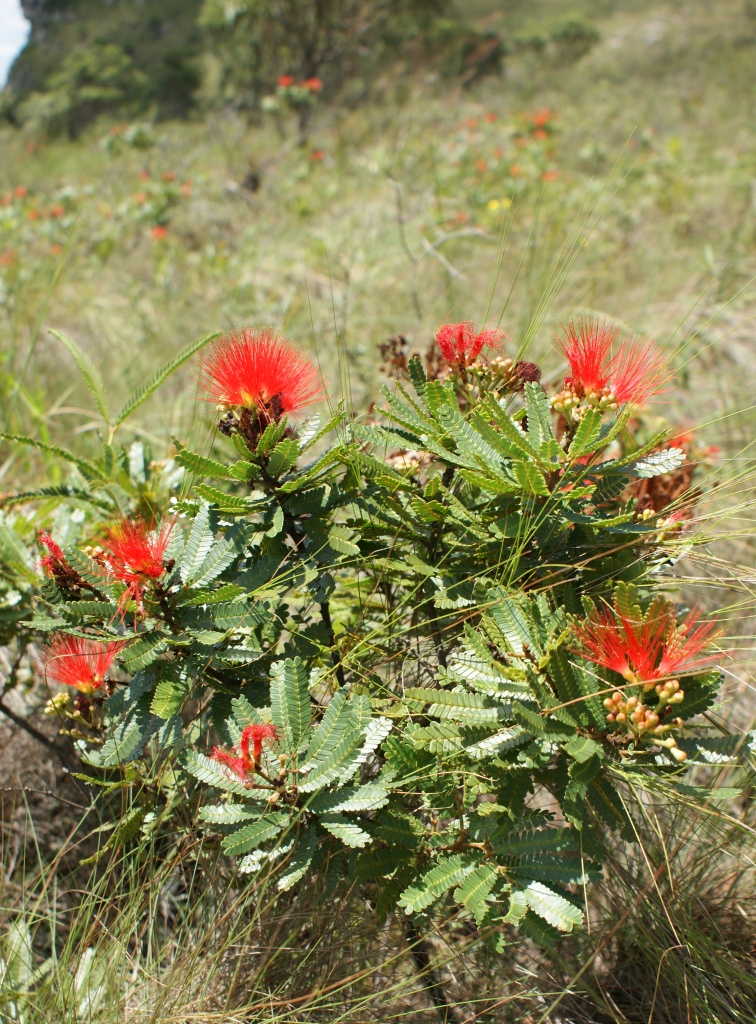
Calliandra mucugeana

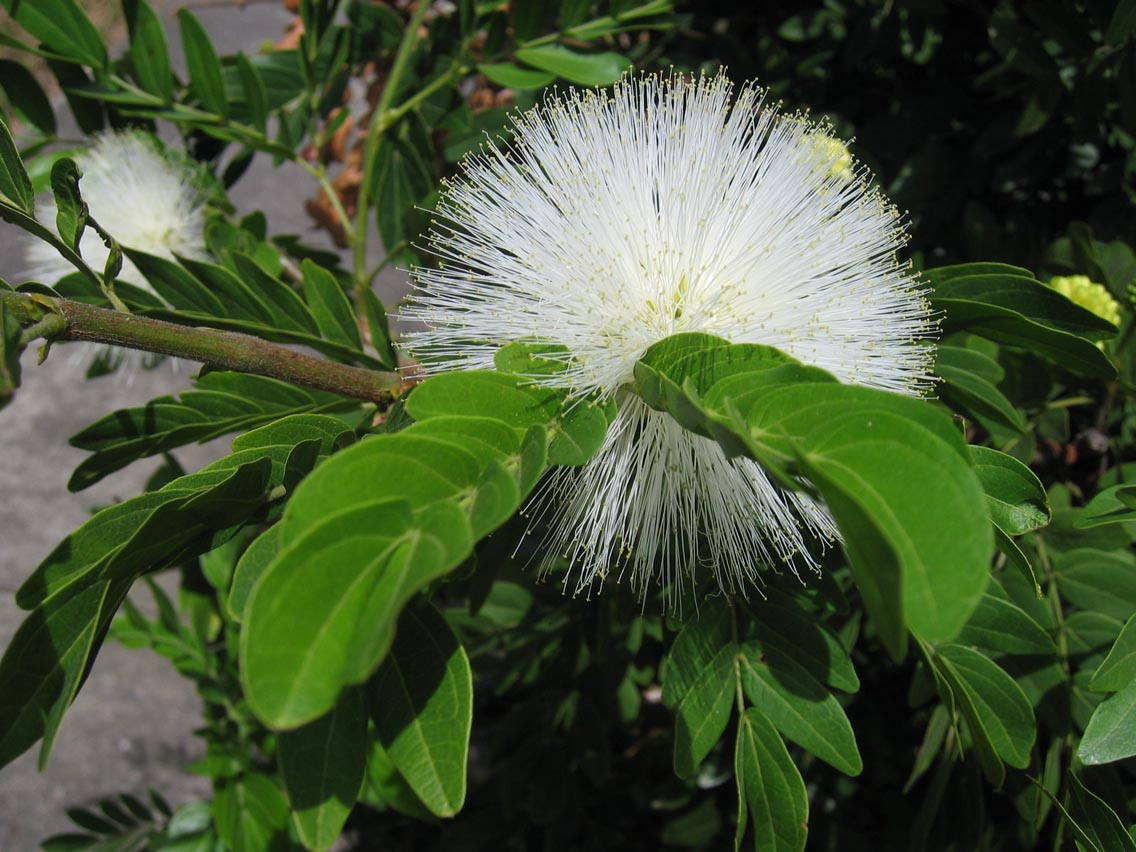
Köpfchenförmiger Blütenstand von Calliandra parvifolia

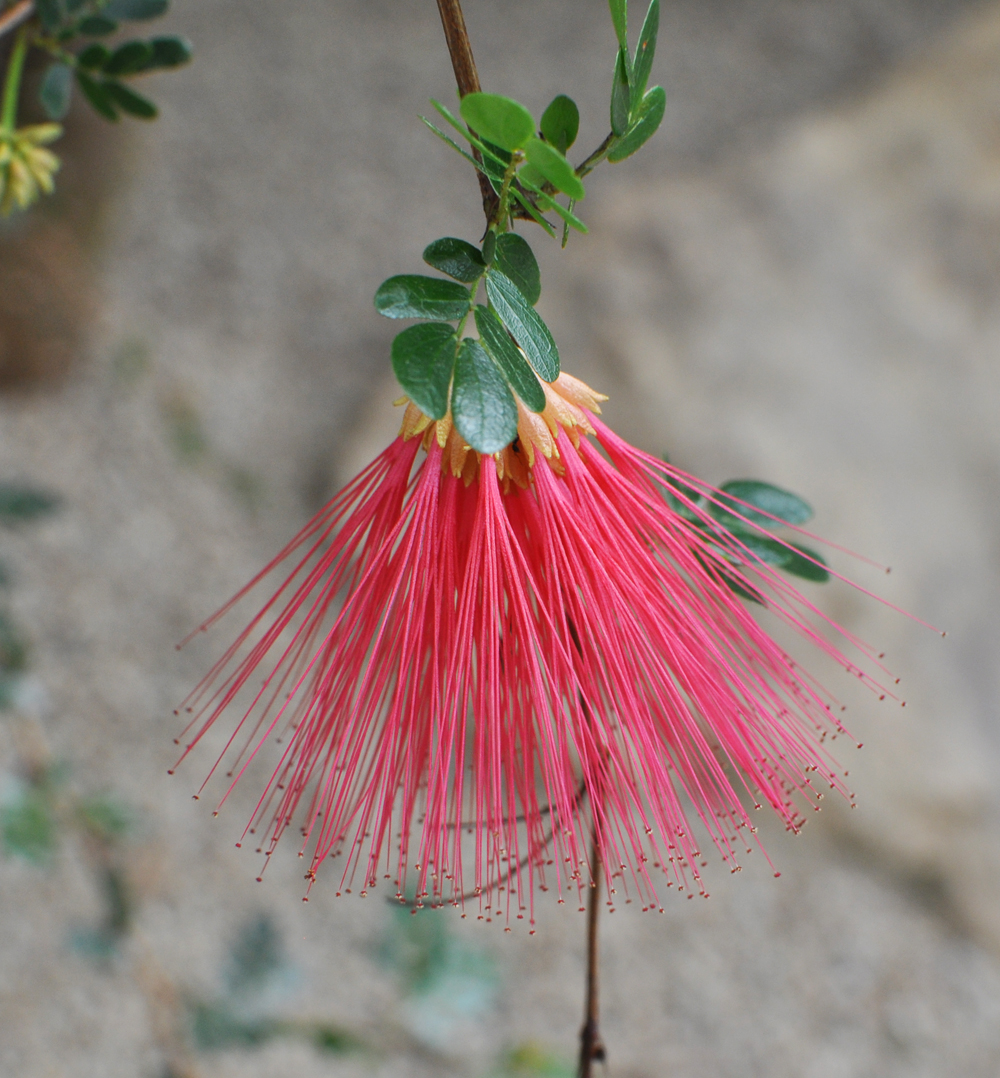
Calliandra purpurea

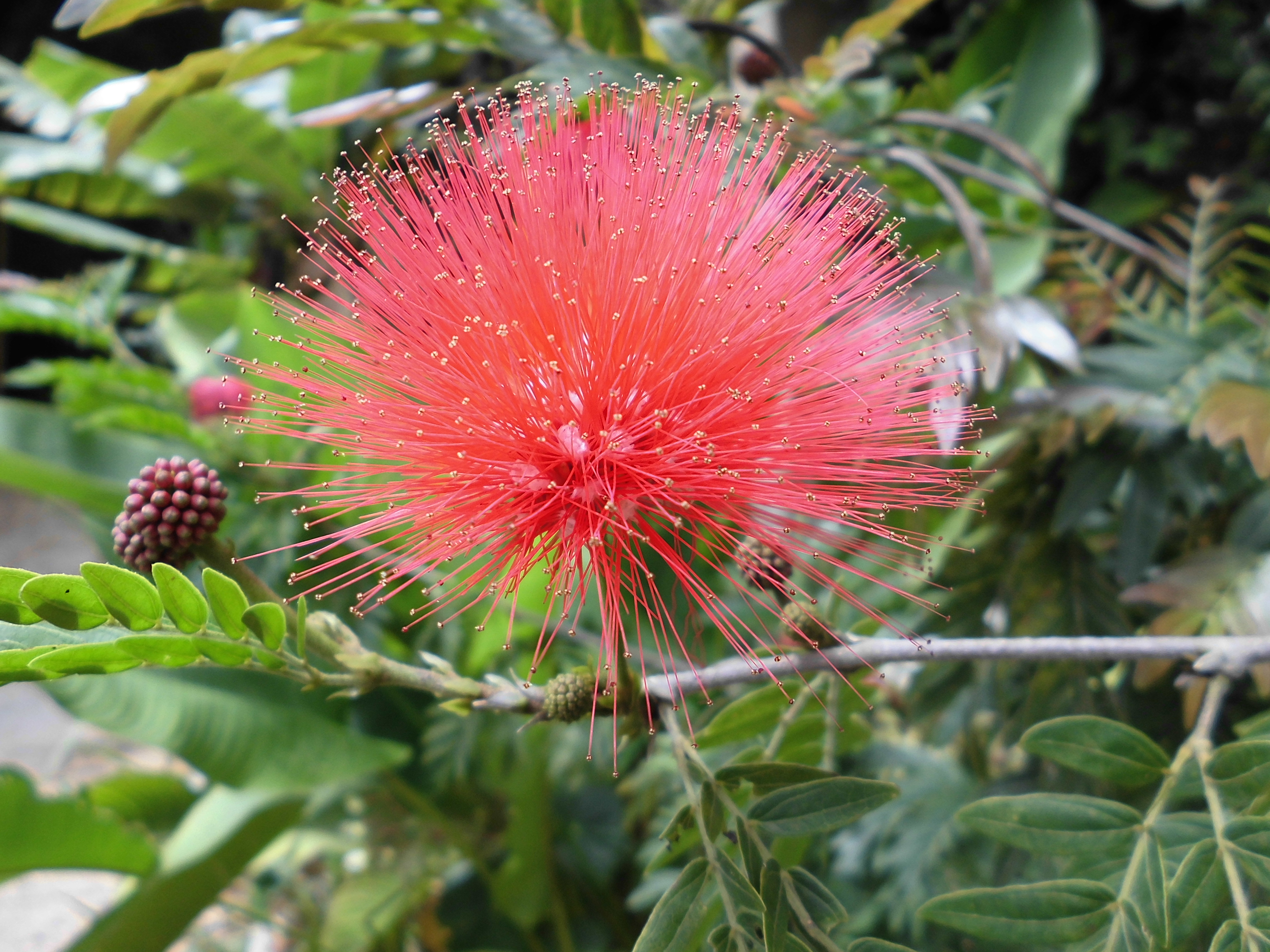
Calliandra schultzii

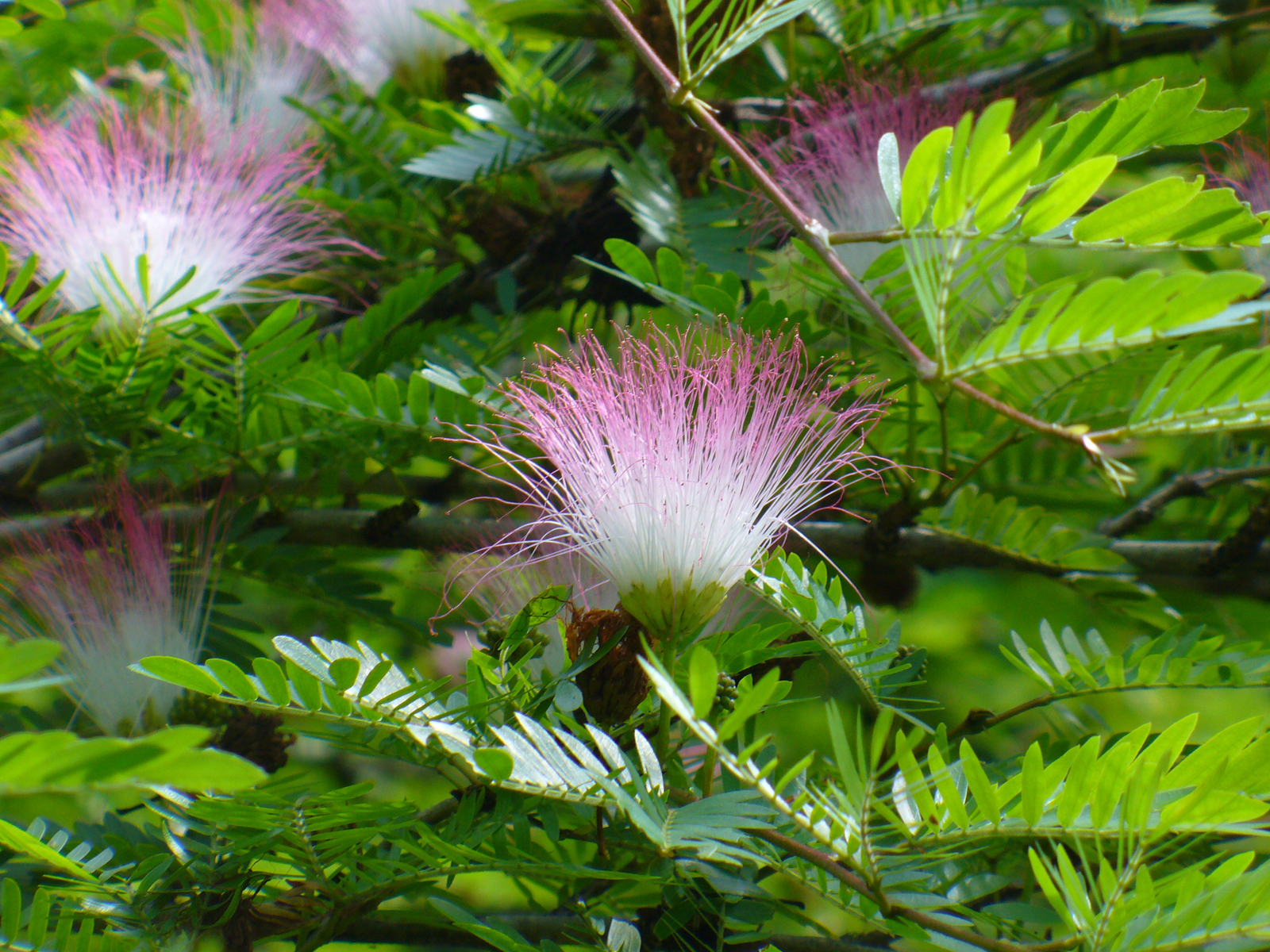
Gefiederte Laubblätter und köpfchenförmiger Blütenstand von Calliandra surinamensis

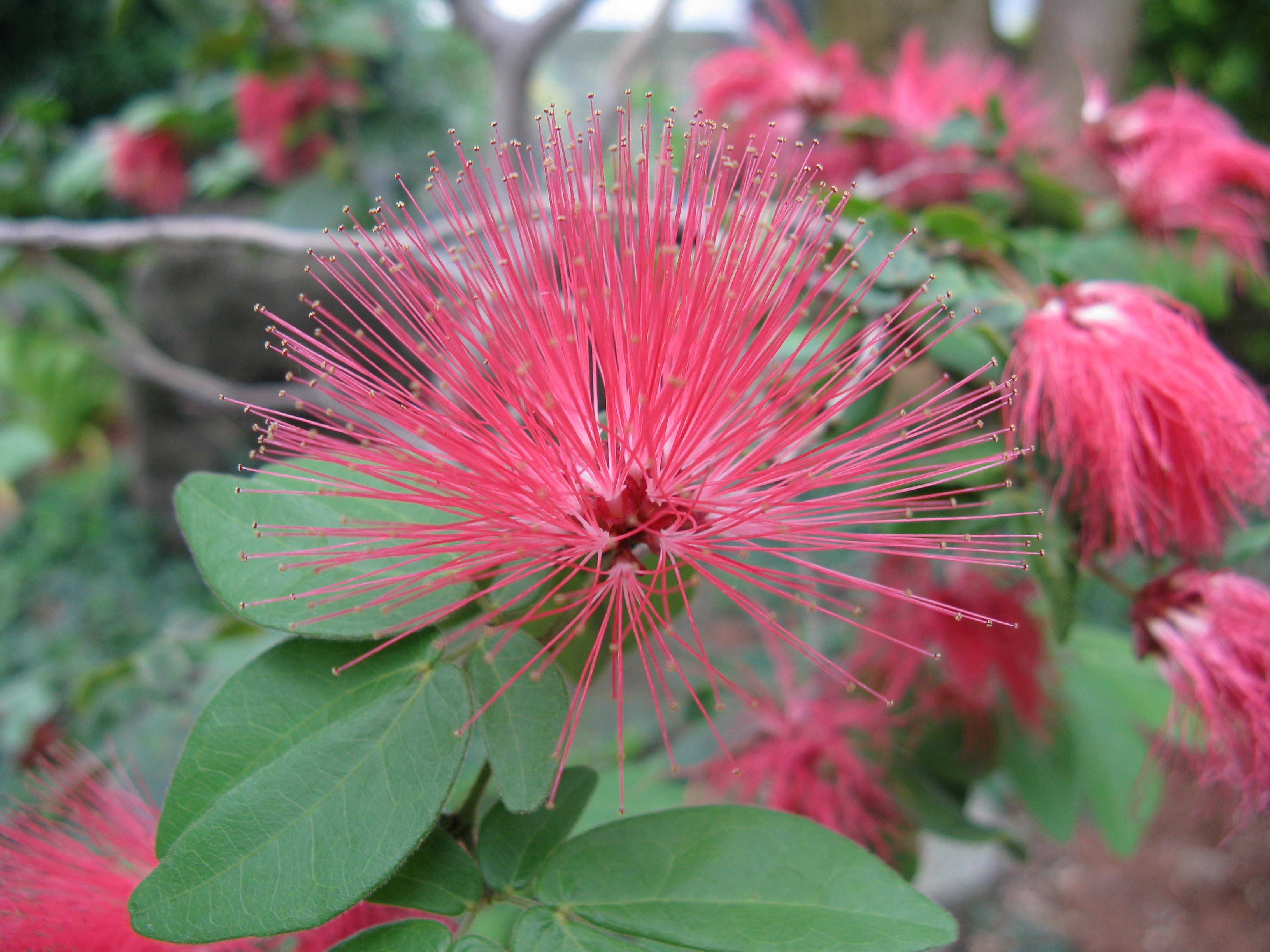
Köpfchenförmiger Blütenstand von Calliandra tergemina var. emarginata

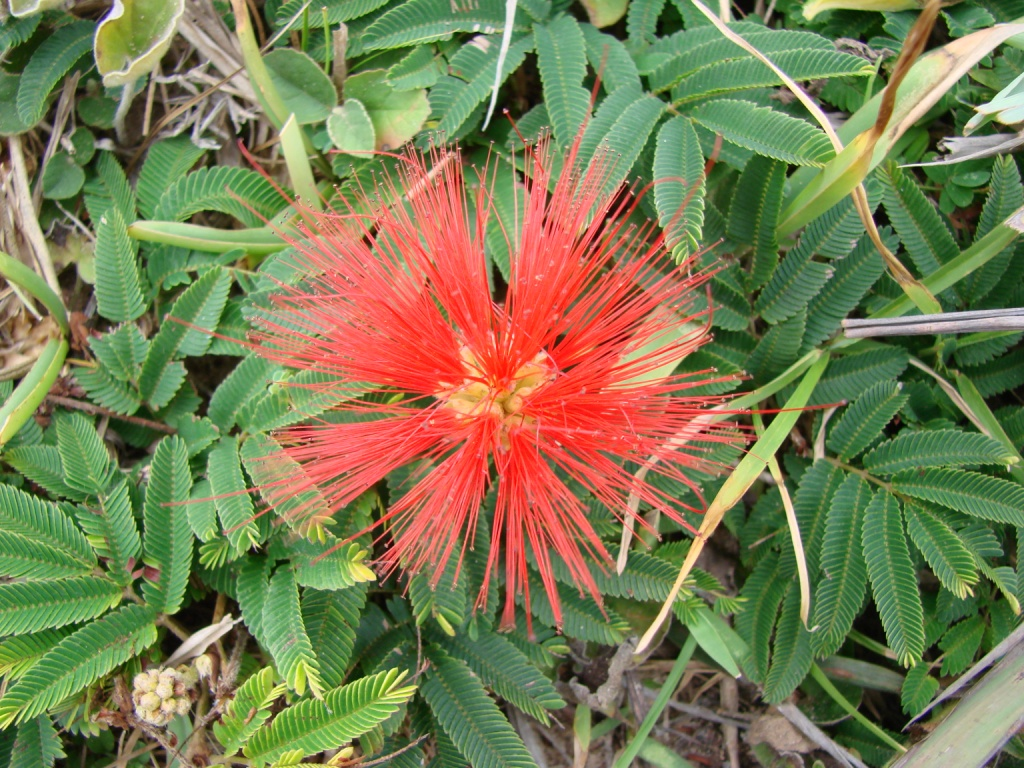
Gefiederte Laubblätter und köpfchenförmiger Blütenstand vom Brasilianischen Puderquastenstrauch (Calliandra tweediei)

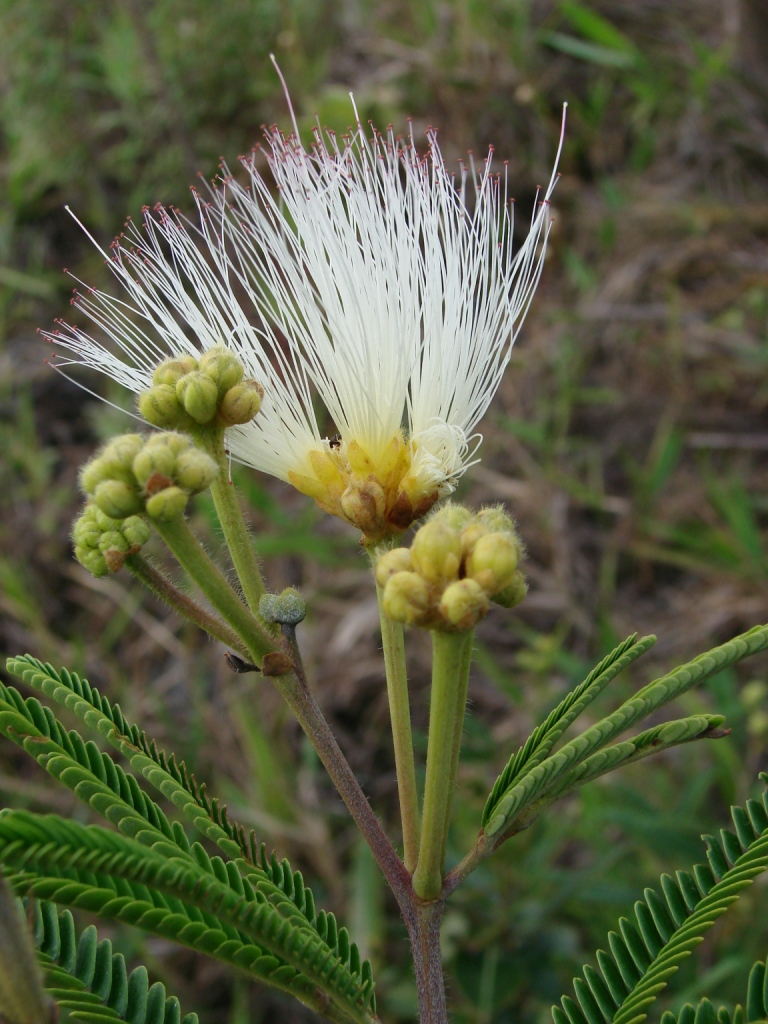
Blütenstände mit Blütenknospen und geöffneten Blüten von Calliandra viscidula mit weißen Staubblättern

- Calliandra aeschynomenoides Benth.
- Calliandra angustifolia Benth.
- Calliandra antioquiae Barneby
- Calliandra asplenioides (Nees) Renvoize
- Calliandra bahiana Renvoize
- Calliandra belizensis (Standl.) Standl.
- Calliandra bella (Spreng.) Benth.: Sie kommt nur im brasilianischen Bundesstaat Bahia vor.[5]
- Calliandra biflora Tharp: Sie kommt nur in Texas sowie im nordmexikanischen Bundesstaat Tamaulipas vor.[5]
- Calliandra bijuga Rose
- Calliandra blanchetii Benth.
- Calliandra bombycina Benth.
- Calliandra brenesii Standl.
- Calliandra brevicaulis Micheli
- Calliandra brevipes Benth.: Sie kommt in Brasilien, Argentinien und Uruguay vor.[5]
- Calliandra caeciliae Harms
- Calliandra californica Benth.: Sie kommt nur in den mexikanischen Bundesstaaten Baja Norte sowie Baja Sur vor.[5]
- Calliandra calycina Benth.
- Calliandra carcerea Standl. & Steyerm.
- Calliandra carrascana Barneby
- Calliandra chilensis Benth.: Sie kommt in Chile nur in Atacama sowie Coquimbo vor.[5]
- Calliandra chulumania Barneby
- Calliandra coccinea Renvoize
- Calliandra colimae Barneby
- Calliandra comosa (Sw.) Benth.
- Calliandra concinna Barneby
- Calliandra conferta Benth.: Sie kommt nur in Texas sowie im nordmexikanischen Bundesstaat Coahuila vor.[5]
- Calliandra coriacea (Willd.) Benth.: Sie kommt in Belize, Honduras, Panama, Kolumbien, Guayana, Suriname, Venezuela, Französisch-Guayana und in Brasilien vor.[5]
- Calliandra crassipes Benth.
- Calliandra cruegeri Griseb.: Sie kommt in Guayana, Venezuela, Brasilien und im nordwestlichen Trinidad vor.[5]
- Calliandra cumbucana Renvoize
- Calliandra cynometroides Bedd.
- Calliandra debilis Renvoize
- Calliandra dendroidea Renvoize
- Calliandra depauperata Benth.
- Calliandra duckei Barneby
- Calliandra dysantha Benth.
- Calliandra elegans Renvoize
- Calliandra enervis (Britton) Urb.
- Calliandra eriophylla Benth.: Sie ist in den südlichen Vereinigten Staaten und in Mexiko verbreitet.[5]
- Calliandra erubescens Renvoize: Sie kommt nur im brasilianischen Bundesstaat Bahia vor.[5]
- Calliandra erythrocephala H.M.Hern. & M.Sousa
- Calliandra falcata Benth.
- Calliandra fasciculata Benth.
- Calliandra feioana Renvoize
- Calliandra fernandesii Barneby
- Calliandra foliolosa Benth.: Sie kommt in Brasilien, Argentinien und im südöstlichen Paraguay vor.[5]
- Calliandra fuscipila Harms
- Calliandra ganevii Barneby
- Calliandra gardneri Benth.
- Calliandra germana Barneby
- Calliandra gilbertii Thulin & Asfaw
- Calliandra glaziovii Taub.
- Calliandra glomerulata H.Karst.
- Calliandra glyphoxylon Benth.
- Calliandra goldmanii Barneby
- Calliandra grandifolia P.H.Allen
- Calliandra guildingii Benth.: Sie kommt in Kolumbien, Ecuador, Venezuela, Peru und in Trinidad vor.[5]
- Calliandra haematocephala Hassk.: Sie kommt in Bolivien vor.[5]
  - Calliandra haematocephala var. boliviana (Britton) Barneby (Syn.: Calliandra boliviana Britton)
  - Calliandra haematocephala Hassk. var. haematocephala (Syn.: Calliandra inaequilatera Rusby, Calliandra novaesii Hoehne, Feuilleea haematocephala Kuntze): Sie ist nur im westlichen Bolivien beheimatet.[5]
- Calliandra haematomma (DC.) Benth.: Sie kommt auf den Bahamas, auf Hispaniola, jamaika, Puerto Rico und den Virgin Islands vor.[5]
- Calliandra harrisii (Lindl.) Benth.: Sie kommt in Brasilien, Bolivien und Paraguay vor.[5]
- Calliandra hintonii Barneby
- Calliandra hirsuta (G.Don) Benth.
- Calliandra hirsuticaulis Harms
- Calliandra hirtiflora Benth.
- Calliandra houstoniana (Mill.) Standl.: Sie kommt vom Mexiko bis Nicaragua vor.[5] Mit den Varietäten:
  - Calliandra houstoniana var. acapulcensis (Britton & Rose) Barneby
  - Calliandra houstoniana var. anomala (Kunth) Barneby (Syn.: Calliandra anomala (Kunth) J.F.Macbr., Calliandra anomala var. callistemon (Schltdl.) J.F.Macbr., Calliandra callistemon (Schltdl.) Benth., Calliandra conzattiana (Britton & Rose) Standl., Calliandra grandiflora (L’Her.) Benth., Calliandra grandiflora f. pubesens Micheli, Calliandra kunthii Benth., Calliandra leucothrix Standl., Calliandra longipedicellata Macqueen & H.M.Hern.): Sie kommt vom nördlichen Mexiko über Guatemala bis El Salvador und Honduras vor.
  - Calliandra houstoniana var. calothyrsus (Meissner) Barneby (Syn.: Calliandra calothyrsus Meissner, Calliandra confusa Sprague & L.Riley, Calliandra similis Sprague & L.Riley): Ihre mittelamerikanische natürliche Heimat reicht vom nördlichen Mexiko über Guatemala, Belize, Nicaragua bis Panama. Sie ist in vielen Gebieten weltweit ein Neophyt.
  - Calliandra houstoniana var. colomasensis (Britton & Rose) Barneby
  - Calliandra houstoniana var. houstoniana
- Calliandra humilis Benth.: Sie kommt in zwei Varietäten in Arizona, New Mexico, Texas und Mexiko vor.[5]
- Calliandra hygrophila Mackinder & G.P.Lewis
- Calliandra hymenaeodes (Pers.) Benth.
- Calliandra iligna Barneby
- Calliandra imperialis Barneby
- Calliandra involuta Mackinder & G.P.Lewis
- Calliandra jariensis Barneby
- Calliandra juzepczukii Standl.: Sie kommt in Mexiko vor.[5]
- Calliandra kuhlmannii Hoehne
- Calliandra laevis Rose
- Calliandra lanata Benth.
- Calliandra laxa (Willd.) Benth.: Sie kommt in Panama, Kolumbien, Venezuela, Guayana und Brasilien vor.[5]
- Calliandra leptopoda Benth.
- Calliandra linearis Benth.
- Calliandra lintea Barneby
- Calliandra longipes Benth.
- Calliandra longipinna Benth.
- Calliandra luetzelburgii Harms
- Calliandra macqqueenii Barneby
- Calliandra macrocalyx Harms: Sie kommt in Brasilien vor.[5]
- Calliandra magdalenae (DC. )Benth.
- Calliandra medellinensis Britton & Killip
- Calliandra molinae Standl.
- Calliandra mollissima (Willd.) Benth.
- Calliandra mucugeana Renvoize
- Calliandra myriophylla Benth.
- Calliandra nebulosa Barneby
- Calliandra pakaraimensis Cowan
- Calliandra palmeri S.Watson
- Calliandra paniculata C.D.Adams
- Calliandra parviflora Benth.: Sie kommt in Brasilien, im östlichen Bolivien und im nordöstlichen Paraguay vor.[5]
- Calliandra parvifolia (Hook. & Arn.) Speg.: Sie kommt im östlichen Brasilien, in Argentinien und in Paraguay vor.[5]
- Calliandra paterna Barneby
- Calliandra pauciflora (A.Rich.) Griseb.
- Calliandra pedicellata Benth.
- Calliandra peninsularis Rose: Sie kommt nur im mexikanischen Bundesstaat Baja Sur vor.[5]
- Calliandra physocalyx H.M.Hern. & M.Sousa: Sie kommt in Mexiko vor.[5]
- Calliandra pilgerana Harms
- Calliandra pilosa (DC.) Urb.
- Calliandra pittieri Standl.: Sie kommt in Panama, Kolumbien, Ecuador und Venezuela vor.[5]
- Calliandra pityophylla Barneby
- Calliandra pubens Renvoize
- Calliandra purdiaei Benth.
- Calliandra purpurea (L.) Benth.: Sie kommt in Kolumbien, im nördlichen Venezuela, im südlichen Guayana und auf Inseln in der Karibik vor.[5]
- Calliandra quetzal (Donn.Sm.) Donn.Sm.
- Calliandra redacta (J.H.Ross) Thulin & Asfaw
- Calliandra renvoizeana Barneby
- Calliandra rhodocephala Donn.Sm.
- Calliandra rigida Benth.
- Calliandra riparia Pittier: Sie kommt in Panama, Kolumbien, Venezuela und im nördlichen Guayana vor. In Brasilien und Bolivien kommt sie eingebürgert vor.[5]
- Calliandra rubescens (M.Martens & Galeotti) Standl.: Sie kommt in Mexiko, Honduras, im westlichen Nicaragua und im westlichen Costa Rica vor.[5]
- Calliandra samik Barneby
- Calliandra santosiana Barneby
- Calliandra seleri Harms
- Calliandra semisepulta Barneby
- Calliandra sesquipedalis McVaugh
- Calliandra sessilis Benth.
- Calliandra silvicola Taub.
- Calliandra sincorana Harms
- Calliandra spinosa Ducke
- Calliandra squarrosa Benth.
- Calliandra staminea (Thunb.) Barneby
- Calliandra stelligera Barneby
- Calliandra stipulacea Benth.
- Calliandra subspicata Benth.
- Calliandra surinamensis Benth. (Syn.: Calliandra angustidens Britton & Killip, Calliandra tenuiflora Benth.): Sie kommt ursprünglich in Kolumbien, Ecuador, Venezuela, Guayana, Suriname, Französisch-Guayana, Brasilien und im nordöstlichen Peru vor.[5]
- Calliandra taxifolia (Kunth) Benth.
- Calliandra tergemina (L.) Benth.: Sie kommt ursprünglich von Guatemala bis Panama, auf Inseln in der Karibik, in Kolumbien und in Venezuela vor.[5] Mit den Varietäten:
  - Calliandra tergemina var. emarginata (Willd.) Barneby (Syn.: Calliandra canescens Benth., Calliandra cruziana Standl., Calliandra deamii (Britton & Rose) Standl., Calliandra emarginata (Willd.) Benth., Calliandra langlassei Harms, Calliandra mexicana Brandegee, Calliandra purpusii Brandegee, Calliandra rupestris Brandegee, Calliandra seemannii Seem., Calliandra sinaloana Standl., Calliandra tetraphylla (G.Don) Benth., Calliandra tolimensis Uribe, Calliandra uribei Killip & Dugand, Calliandra yucatanensis (Britton & Rose) Standl.)
  - Calliandra tergemina var. tergemina
- Calliandra tolimensis Taub.
- Calliandra trinervia Benth.: Sie kommt von Mexiko bis Cost Rica, in Kolumbien, Ecuador, Guayana, Französisch-Guayana, Venezuela, Brasilien, Bolivien und Peru vor.[5]
- Calliandra tsugoides Cowan
- Calliandra tumbeziana J.F.Macbr.
- Brasilianischer Puderquastenstrauch, Schönmännchen (Calliandra tweediei Benth.): Er kommt in Brasilien, Argentinien und im südöstlichen Paraguay vor.[5]
- Calliandra ulei Harms
- Calliandra umbellifera Benth.
- Calliandra umbrosa (Wall.) Benth.
- Calliandra ungulata (Desv.) Benth. ex Jackson

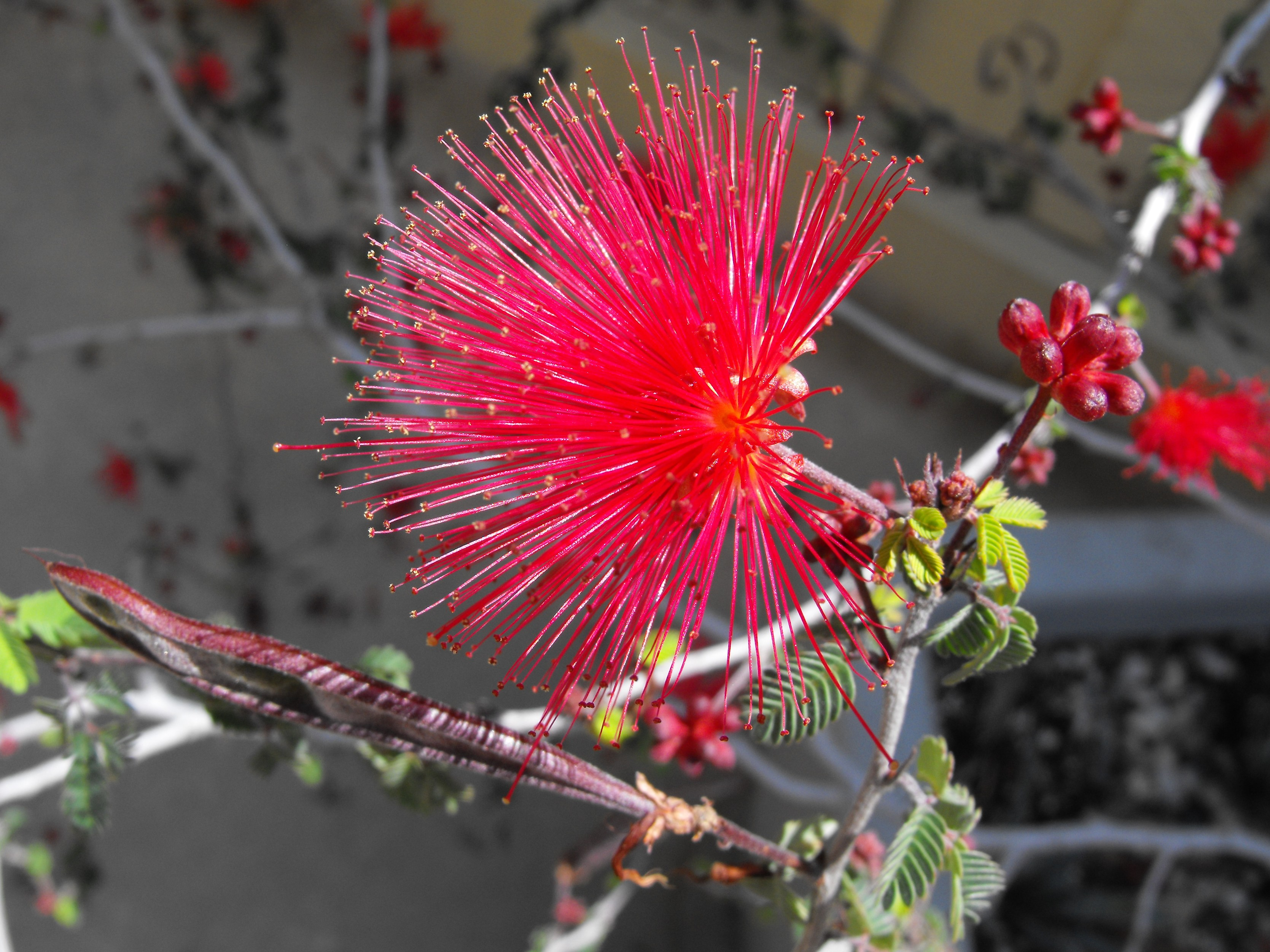
Calliandra Sorte 'Sierra Starr'

- Calliandra urbanii Alain
- Calliandra vaupesiana Cowan
- Calliandra virgata Benth.
- Calliandra viscidula Benth.
- Calliandra wendlandii Benth.

## Nutzung
Von einigen Arten werden Sorten in den frostfreien Gebieten als Ziergehölze verwendet. Geeignet sind beispielsweise Calliandra californica, Calliandra eriophylla, Calliandra houstoniana var. anomala, Calliandra haematocephala, Calliandra surinamensis, Calliandra tergemina var. emarginata, Calliandra tweediei. Sie eignen sich auch als Kübelpflanzen oder in Wintergärten als Zierpflanzen.

## Inhaltsstoffe
Die Blätter enthalten je nach Art beträchtliche Mengen von Pipecolinsäure und freies Prolin. Die Samen enthalten freie schwefelhaltige Aminosäure; sie kann auch in Keimlingen nachgewiesen werden. Es sind Saponine vorhanden. Hydroxypipecolinsäure wirkt insektizid und fraßabschreckend auf phytophage Insekten.

## Weiterführende Literatur
- S. A. Renvoize: The Genus Calliandra (Leguminosae) in Bahia, Brazil, In: Kew Bulletin, Volume 36, Issue 1, 1981, S. 63–83.